# Vol Austral Líneas Aéreas 901
Le 7 mai 1981, un BAC 1-11 effectuant le vol Austral Líneas Aéreas 901, un vol intérieur régulier entre San Miguel de Tucumán et Buenos Aires, en Argentine, s'écrase dans une rivière lors de la phase d'approche sur l'aéroport Jorge-Newbery, pendant un violent orage. Les 31 passagers et membres d'équipage à bord de l'appareil sont tués dans l'accident.

## Accident
Le vol 901 a décollé à 9h11 de l'aéroport international Teniente Benjamín Matienzo (en), à San Miguel de Tucumán, à destination de l'aéroport Jorge-Newbery, à Buenos Aires. Le vol s'est déroulé sans incident jusqu'au moment de l'approche finale. Les conditions météorologiques sur Buenos Aires étaient très mauvaises, avec de fortes pluies et des vents violents. À 10h42, le vol 901 est autorisé pour un atterrissage sur la piste 13 de l'aéroport. 
Peu avant 11h00, les pilotes ont effectué une première approche dans l'intention d'atterrir, mais en raison des conditions météorologiques présentes dans la région, ils n'ont pas pu voir la piste et ont décidé d'interrompre l'atterrissage. Ils ont ensuite effectué une remise de gaz et entamé une seconde approche. À la suggestion du contrôleur aérien, ils se sont dirigés vers le sud pour se placer en circuit d'attente au-dessus de la ville de Quilmes, estimant que la tempête cesserait rapidement. 
Cependant, lorsqu'ils ont entamé leur nouvelle approche, ils ont remarqué la présence de cumulonimbus, alors les pilotes venaient d'informer le contrôle aérien qu'ils changeaient de trajectoire pour retourner à Buenos Aires, afin de tenter une approche différente. Après avoir reçu l'autorisation du contrôleur de se maintenir à une altitude de 2 000 pieds (600 mètres), l'avion a viré en direction du nord, vers le centre de la cellule orageuse. Peu de temps après, les pilotes ont perdu le contrôle de l'appareil, qui s'est finalement écrasé dans une rivière, à environ quinze kilomètres de l'aéroport. Les 26 passagers et cinq membres d'équipage ont été tués.

## Enquête
L'enquête révèle que la cause probable de cet accident est dû à une erreur d'appréciation des pilotes concernant l'évaluation des conditions météorologiques, qui ont sous-estimé l'intensité réelle de la zone orageuse présente aux alentours de l'aéroport.